# Friedrich Waismann
Friedrich Waisman (Viena, 21 de marzo de 1896 - Oxford, 4 de noviembre de 1959), fue un matemático, físico y filósofo austriaco, miembro del Círculo de Viena y uno de los teóricos clave del empirismo lógico.
Nacido en el seno de una familia judía acomodada de Viena, siguió estudios de Matemáticas y Física en la Universidad de Viena, y fue alumno desde 1922 de Moritz Schlick, fundador del Círculo de Viena. Al ser anexionada Austria a la Alemania nazi en 1938, emigró al Reino Unido. Fue profesor adjunto de Filosofía de la Ciencia en la Universidad de Cambridge desde 1937 hasta 1939 y desde este año hasta su muerte profesor de Filosofía de la Matemática en la Universidad de Oxford.
Intermitentemente, desde 1927 hasta 1936, Waismann mantiene largas conversaciones con Ludwig Wittgenstein sobre tópicos de la Filosofía de la Matemática y de la Filosofía del Lenguaje, que grabadas por Waismann, se publicarán en Ludwig Wittgenstein y el Círculo de Viena. Otros miembros del Círculo (incluyendo a Schlick, Rudolf Carnap y Herbert Feigl), hablaron también con Wittgenstein, pero no tanto como lo hizo Waismann. En 1934, Wittgenstein y Waismann pensaron en escribir conjuntamente un libro, pero abandonaron el proyecto debido a diferencias filosóficas. Waismann terminaría más tarde acusando a Wittgenstein de oscurantismo debido a lo que él consideraba una traición al proyecto del Empirismo Lógico y a la explicación empírica.[cita requerida]
En su Introducción al Pensamiento Matemático: La Formación de los Conceptos en las Matemáticas Modernas (1936), Waismann expuso que las verdades matemáticas son verdaderas más por convención que por ser necesariamente (o verificablemente), verdaderas. La recolección de sus conferencias, Los Principios de la Filosofía de Lingüística (1965), y Cómo veo la Filosofía (1968), fue publicada póstumamente.

## Libros
- Einführung in das mathematische Denken. Wien: Gerold & Co. 1936, 3. von Friedrich Kur durchgesehene Aufl. München: dtv 1970
- Was ist logische Analyse? Hg. K. Buchholz. Europäische Verlagsanstalt, Hamburg 2008.